# 吳元漢
吳元漢（？—？），安徽鳳陽人，清朝政治人物。監生出身。
光緒五年七月，接替劉誥。擔任江蘇宜興縣知縣。后由周鐔接任。他還當過江寧縣知縣。